# 29:29 Split Vision
29:29 Split Vision est le quatrième album studio du groupe anarcho-punk britannique Subhumans sorti en 1986. Il a été enregistré aux Southern Studios du 14 au 17 décembre 1985, mixé du 14 au 16 février 1986 et du 5 au 6 juillet 1986,,,,.

## Titres
1. Somebody's Mother (4:05)
2. Think For Yourself (3:08)
3. Walls Of Silence (1:43)
4. Heroes (2:14)
5. Dehumanisation (3:26)
6. Worlds Apart (7:43)
7. New Boy (2:43)
8. Time Flies (3:32)
9. Untitled (0:55)